# Marco Polo (serial telewizyjny)
Marco Polo – amerykański, historyczno-fantastyczny serial telewizyjny wyprodukowany przez The Weinstein Company oraz Electus. Twórcą serialu jest John Fusco.
Wszystkie odcinki pierwszej serii zostały udostępnione 12 grudnia 2014 roku na stronie internetowej platformy Netflix. Premiera drugiej serii odbyła się na stronie internetowej Netflix 1 lipca 2016 roku.
13 grudnia 2016 roku, platforma Netflix ogłosiła anulowanie serialu po dwóch sezonach.

## Fabuła
Akcja serialu rozgrywa się w XIII-wiecznych Chinach. Opowiada o podróżach Marco Polo w świecie przepełnionym walką między imperiami, politycznymi i obyczajowymi skandalami.

## Obsada

### Główna
- Lorenzo Richelmy jako Marco Polo[3]
- Benedict Wong jako Kublai Khan[3]
- Joan Chen jako Chabi
- Rick Yune jako Kaidu[3]
- Amr Waked jako Yusuf
- Remy Hii jako książę Jingim[3]
- Zhu Zhu jako Kokachin[3]
- Tom Wu jako Hundred Eyes[3]
- Mahesh Jadu jako Ahmad
- Olivia Cheng jako Mei Lin
- Uli Latukefu jako Byamba
- Chin Han jako Jia Sidao
- Pierfrancesco Favino jako Niccolò Polo, ojciec Marco

### Role drugoplanowe
- Baljinnyamyn Amarsaikhan jako Ariq Böke
- Corrado Invernizzi jako Maffeo Polo
- Tan Kheng Hua jako Xie Daoqing
- Claudia Kim jako Khutulun
- Oon Shu An jako Jing Fei
- Darwin Shaw jako Sabbah
- Lawrence Makoare jako Za Bing
- Michelle Yeoh(2 sezon)[4]

## Odcinki
| Sezon | Sezon             | Odcinki | Oryginalna emisja Netflix | Oryginalna emisja Netflix | Oryginalna emisja | Oryginalna emisja | Oryginalna emisja |
| Sezon | Sezon             | Odcinki | Premiera sezonu           | Finał sezonu              | Premiera sezonu   | Finał sezonu      |                   |
| ----- | ----------------- | ------- | ------------------------- | ------------------------- | ----------------- | ----------------- | ----------------- |
|       | 1                 | 10      | 12 grudnia 2014           | 12 grudnia 2014           | nieemitowany      | nieemitowany      |                   |
|       | Odcinek specjalny | 1       | 26 grudnia 2015           | 26 grudnia 2015           | brak danych       | brak danych       |                   |
|       | 2                 | 10      | 1 lipca 2016              | 1 lipca 2016              | nieemitowany      | nieemitowany      |                   |

## Produkcja
Pierwotnie serial był tworzony dla stacji kablowej Starz. 6 sierpnia 2013 roku, platforma Netflix odkupiła prawo do serialu od stacji Starz
14 stycznia 2014 roku platforma Netflix, ogłosiła oficjalnie zamówienie pierwszego sezonu serialu.